# روما دان
روما دان (بالإنجليزية: Roma Dunn)‏ هي لاعبة بولينغ أسترالية، ولدت في 9 مارس 1943 في Cunderdin, Western Australia ‏ في أستراليا.

## روابط خارجية
- روما دان على موقع اتحاد ألعاب الكومنولث (مؤرشف) (الإنجليزية)
- روما دان على موقع دورة ألعاب الكومنولث 2006 (مؤرشف) (الإنجليزية)